# Thái (họ)

họ Thái viết bằng chữ Hán

Thái (蔡) là một họ Đông Á. Họ này có mặt ở Việt Nam, Trung Quốc (chữ Hán: 蔡, Bính âm: Cai, đôi khi còn được phiên âm Hán Việt là Sái) và Triều Tiên (Hangul: 채, Romaja quốc ngữ: Chae). Họ này đứng thứ 155 trong danh sách Bách gia tính, về mức độ phổ biến họ này đứng thứ 34 ở Trung Quốc theo thống kê năm 2006, đây là một trong 10 họ phổ biến nhất ở Đài Loan.
Chú ý chữ 蔡 (thái) của họ này được viết bằng bộ Thảo (艹) trên chữ Tế  (祭, trong tế lễ, cúng tế, tế đàn; mang nghĩa là "lễ hội"), không nên nhầm lẫn với các chữ "thái" đồng âm khác nghĩa như chữ 泰 nghĩa là "yên ổn" (như 安泰 an thái, 泰平 thái bình) hay viết tắt của Thái Lan; chữ 太  mang nghĩa là "lớn, rất" (như 太過 thái quá, 太 后  thái hậu, 太陽 thái dương); chữ 態 mang nghĩa là "vẻ, tình trạng" (như 状態 trạng thái, 態度 thái độ, 変態 biến thái); chữ 菜 (thái) mang nghĩa là "rau". Do chữ Quốc ngữ chỉ có thể biểu âm, không biểu nghĩa rõ ràng được như chữ Hán và chữ Nôm.

## Người Việt Nam họ Thái nổi tiếng
- Thái Thuận, nhà thơ thời Vua Lê Thánh Tông
- Thái Công Triều, là một võ quan triều Nguyễn
- Thái Bá Du, là một danh thần thời Hậu Lê
- Thái Văn Toản, là một thượng thư Bộ Lại triều Nguyễn.
- Thái Hương, Anh hùng Lao động
- Thái Thanh Quý, Bí thư Tỉnh ủy Nghệ An
- Thái Đại Ngọc, Trung tướng Phó Tổng Tham mưu trưởng quân đội Việt Nam
- Thái Phiên, lãnh tụ khởi nghĩa thời vua Duy Tân
- Thái Bá Vân, là một nhà nghiên cứu và phê bình mỹ thuật Việt Nam
- Thái Thị Liên, nghệ sĩ piano Việt Nam
- Thái Văn Lung, luật sư, liệt sĩ anh hùng, Việt Nam
- Thái Bá Cầu, là một Giáo sư Hoá học Việt Nam
- Thái Phụng Nê, là Tiến sĩ, Bộ trưởng Bộ Năng lượng
- Thái Văn A, là một Anh hùng lực lượng vũ trang nhân dân Việt Nam.
- Thái Bá Tân, nhà văn, nhà dịch thuật văn học nổi tiếng
- Thái Can, nhà thơ tiền chiến Việt Nam
- Thái Văn Dũng (tên thật của ca sĩ Quang Dũng), ca sĩ nhạc nhẹ
- Thái Quang Hoàng, trung tướng Quân lực Việt Nam Cộng Hòa
- Thái Thùy Linh, ca sĩ
- Thái Thị Hoa, Á hậu 2 Hoa hậu Đại sứ Hoàn vũ người Việt 2018, đại diện Việt Nam dự thi Hoa hậu Trái Đất 2020
- Thái Vân Linh, doanh nhân
- Thái Thị Thảo, cầu thủ bóng đá nữ, HCV SEA Games 2019, vô địch AFF 2019.
- Thái Minh Tần, Tiến sĩ - Chủ tịch hội đồng quản trị Tổng công ty truyền thông đa phương tiện VTC
- Thái Đức Kiên, Tiến sĩ, giáo sư người Việt Nam đau tiên ở trường Đại học Sejong, Seoul, Hàn Quóc

## Người Trung Quốc họ Thái nổi tiếng
- Thái Trạch, đại thần nước Tần thời Chiến Quốc
- Thái Luân, thái giám thời Đông Hán, người được cho là ông tổ nghề làm giấy ở Trung Quốc
- Hai cha con Thái Ung và Thái Diễm (Thái Văn Cơ), đôi khi còn được phiên âm là Sái Ung và Sái Văn Cơ, học giả thời Tam Quốc
- Thái Mạo, đôi khi còn được phiên âm là Sái Mạo, đại tướng nhà Tào Ngụy thời Tam Quốc
- Thái Kinh, đôi khi còn được phiên âm là Sái Kinh, thừa tướng cuối thời Bắc Tống, nhà thư pháp
- Thái Nguyên Bồi, nhà giáo dục Trung Quốc đầu thế kỷ XX
- Thái Ngạc, tướng lĩnh quân đội Quốc Dân Đảng Trung Quốc, Đốc quân Vân Nam và Tứ Xuyên thời Trung Hoa Dân Quốc
- Thái Anh Văn, tổng thống Đài Loan
- Thái Sở Sinh, đạo diễn Trung Quốc
- Thái Y Lâm, nữ ca sĩ Đài Loan
- Thái Thiếu Phân, nữ diễn viên Hồng Kông
- Thái Trác Nghiên, nữ diễn viên, ca sĩ Hồng Kông
- Thái Từ Khôn, ca sĩ kiêm diễn viên, cựu thành viên nhóm nhạc Nine Percent, SWIN

## Người Triều Tiên họ Chae nổi tiếng
- Chae Jeong An (Hanja: 蔡貞安, Hán Việt: Thái Trinh An), diễn viên Hàn Quốc
- Chae Sang-Byung (Hanja: 蔡貞安, Hán Việt: Thái Thượng Bỉnh), vận động viên bóng chày Hàn Quốc
- Chae Hyungwon(Hanja: 蔡亨願, Hán Việt: Thái Hanh Nguyên), thành viên nhóm Monsta X
- Chae Yu Jung (Hangul: 채유정, Hanja:蔡侑玎, Hán Việt: Thái Du Tinh) sinh năm 1995: vận động viên cầu lông Hàn Quốc chuyên đánh nội dung đôi.

## Người họ Thái nổi tiếng khác
- Thái Minh Lượng, đạo diễn Malaysia, làm việc tại Đài Loan
- Thái Trác Nghi, nữ ca sĩ, diễn viên Malaysia
- Tanya Chua (chữ Hán: 蔡健雅, Hán Việt: Thái Kiện Nhã), ca sĩ Singapore